# Giovanni Giuliani (scultore)

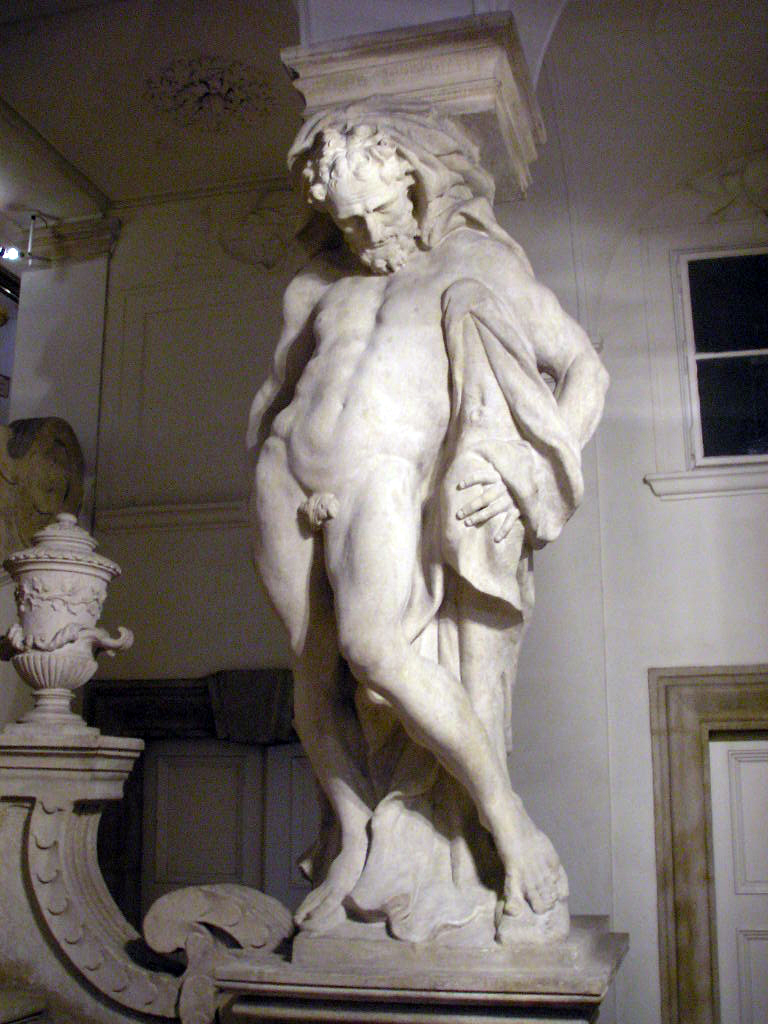
Palazzo d'Inverno del Principe Eugenio, statua dello scalone.

Giovanni Giuliani, citato talvolta anche come Giovanni Pietro Giuliani (Venezia, 29 aprile 1664 oppure fine 1663 – Heiligenkreuz, 5 settembre 1744), è stato uno scultore e intagliatore italiano cittadino della Repubblica di Venezia, naturalizzato austriaco.

## Biografia
Giovanni Giuliani nacque a Venezia nella famiglia di un fornaio. Si può solo supporre che ebbe il suo apprendistato in diversi studi a Bologna, Venezia, Alto Adige e Monaco. Tra i suoi maestri comunque noti ebbe Giuseppe Maria Mazza e Andreas Faistenberger. Si trasferì definitivamente in Austria nel 1690 dove fu uno tra gli artisti italiani a trasferire il gusto della scultura italiana barocca avvantaggiati dai grandi lavori di ricostruzione che seguirono la vittoriosa fine del secondo assedio di Vienna.
Si fece apprezzare partecipando alla decorazione del Palazzo d'Inverno del principe Eugenio di Savoia progettato da Fischer von Erlach, e a quella dei palazzi del principe Giovanni Adamo I di Liechtenstein, quello d'estate progettato da Domenico Egidio Rossi e quello di città progettato da Domenico Martinelli.
Sempre per Fischer von Erlach realizzò numerose statue per le scuderie del Castello di Lednice e per Martinelli scolpì una serie di statue per i giardini del castello del Kaunitz a Slavkov, oggi quasi completamente perdute ma di alcune ricordate nei documenti rimangono alcuni modelli in terracotta ad Heiligenkreuz,
Negli stessi anni, a Vienna, il 13 gennaio 1693 sposò Anna Felicita Grässl, figlia di un giardiniere, matrimonio che venne annullato nell'agosto 1705, e il 22 aprile 1695 prestò il giuramento per la cittadinanza austriaca. Verso la fine del secolo poté fare una breve visita alla natia Venezia al seguito di un giovane principe Liechtenstein. 

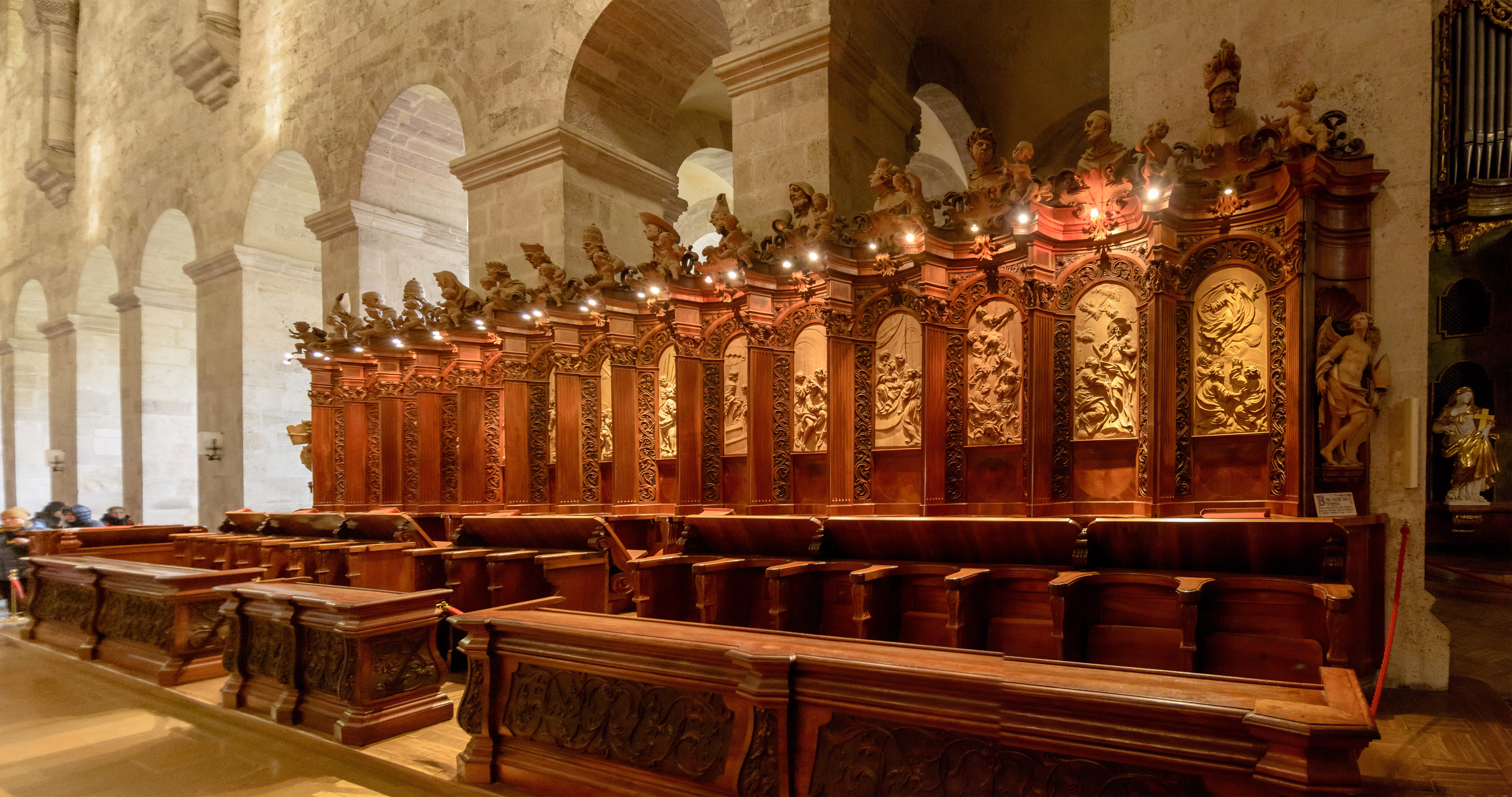
Scorcio degli stalli del coro, chiesa dell'Abbazia di Heiligenkreuz.

Probabilmente fu a causa di problemi finanziari che venne indotto a impegnarsi per tutta la vita come fratello laico nell'Abbazia territoriale di Heiligenkreuz a partire dl 25 febbraio 1711. Abbazia per la quale aveva già avuto modo di lavorare.
Qui i cistercensi, in cambio dei suoi fondi residui, delle opere in suo possesso e della rinuncia a future pretese di compensi per le opere da realizzare per il monastero, gli consentono la libera gestione del suo studio di scultura. Da allora fino al decesso Giuliani produsse numerose opere sia per il sito principale dell'abbazia, sia per la Bernardikapelle del Heiligenkreuzerhof – la sede viennese dell'Abbazia, anche questa danneggiata nell'assedio – sia per molte parrocchie nei possedimenti del monastero. 

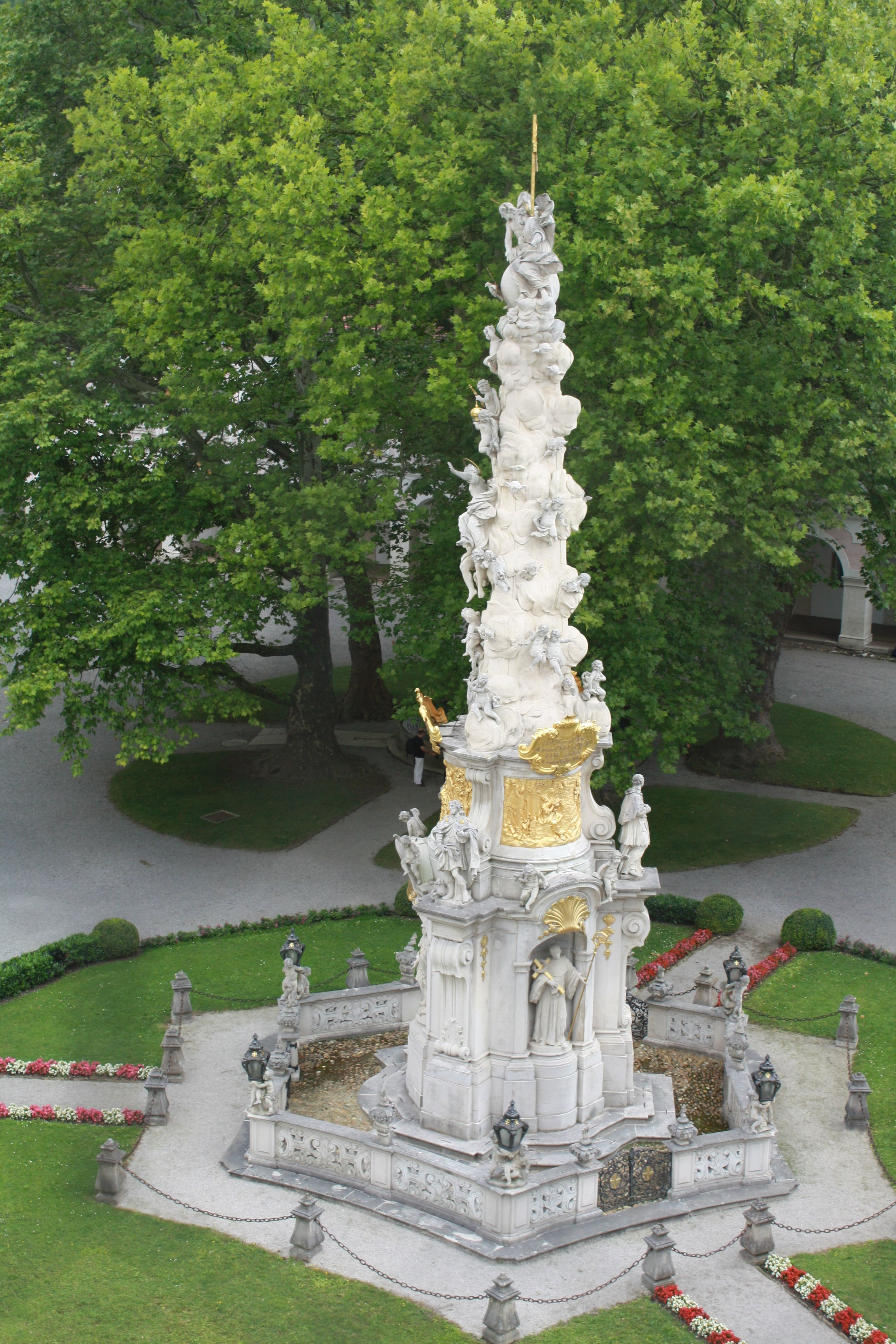
Colanna della Trinità, Abbazia di Heiligenkreuz.

Nell'abbazia sono ragguardevoli sue opere come la grande Colonna della Trinità, dall'incredibile moltitudine di figure che sale a spirale verso le personificazioni principali, gli elaborati stalli del coro (purtroppo manomessi nell'Ottocento) con le storie evangeliche intagliate sui dossali e gli espressivi busti a coronamento affiancati da putti oltre agli aggiornati altari della vecchia chiesa.
Nel vicino borgo Gaaden oltre al nuovo altare maggiore della parrocchiale aveva già scolpito nel 1699 i due suggestivi gruppi di statue distribuite su di un dosso a rappresentare ill Monte degli Ulivi: Pietro, Giacomo e Giovanni dormienti e più in alto Gesù in preghiera di fronte all'angelo.
Di questo periodo il suo apprendista che poi raggiunse maggiore fama fu Georg Raphael Donner.
Giuliani morì nell'Abbazia e fu sepolto nella chiesa, qui l'anno successivo lo raggiunse l'amico pittore Martino Altomonte.